# Blue Sky Aviation (Kenia)
Blue Sky Aviation ist eine kenianische Fluggesellschaft mit Sitz in Mombasa und Basis auf dem Flughafen Mombasa.

## Geschichte
Blue Sky Aviation wurde 1996 gegründet und führt Inlandsflüge durch.
Die Website des Unternehmens ist down (Oktober 2022). Ch-aviation führt die Fluggesellschaft als „Restarting“.

## Flotte

### Aktuelle Flotte
Mit Stand September 2020 besteht die Flotte der Blue Sky Aviation aus drei Flugzeugen:
| Flugzeugtyp    | aktiv | bestellt | Anmerkungen |
| -------------- | ----- | -------- | ----------- |
| Let L-410UVP-E | 3     |          |             |
| Gesamt         | 3     | –        |             |

### Ehemalige Flugzeugtypen
- 1 Cessna 208B Grand Caravan